# Parafia św. Jana Nepomucena w Suścu
Parafia Świętego Jana Nepomucena w Suścu – parafia należąca do dekanatu Józefów diecezji zamojsko-lubaczowskiej. 
Parafia została utworzona w XV wieku.  Prowadzą ją księża diecezjalni.
Do parafii należą wierni z następujących miejscowości:  Grabowica, Rybnica i Susiec.